# Kreuzau
Kreuzau település Németországban, azon belül Észak-Rajna-Vesztfália tartományban. Lakosainak száma 17 756 fő (2023. december 31.). Kreuzau Hürtgenwald, Nideggen, Düren és Vettweiß községekkel határos.

## Népesség
A település népességének változása:
| Lakosok száma | 13 577 | 17 582 | 17 532 | 17 532 | 17 463 | 17 687 | 17 756 |
|               | 1975   | 2017   | 2018   | 2019   | 2021   | 2022   | 2023   |